# توماس نیل (شناگر)
توماس نیل (انگلیسی: Thomas Neill؛ زادهٔ ۹ ژوئن ۲۰۰۲) شناگر اهل استرالیا است.
وی در مسابقات کشوری و بین‌المللی در مجموع برندهٔ ۱ مدال برنز شده‌است.